# Morris Talansky
Morris « Moshe » Talansky (en hébreu : מוריס (משה) טלנסקי), né le 27 janvier 1933 à New York et mort le 2 juin 2025, est un homme d'affaires américain, cofondateur du fond de bienfaisance New Jerusalem Fund avec Ehud Olmert, le Premier ministre israélien.

## Biographie
En mai 2008, dans l’affaire dite des  « Cash Envelopes », Ehud Olmert fait l'objet d'une enquête pour des prétendus pots de vin. Dans cette enquête, Morris Talansky est un témoin clé qui déclare qu'Ehud Olmert a reçu illégalement des millions de shekels (150 000 dollars américains) dans un financement de campagne sur une période de quinze ans. L'autre témoin majeur dans cette affaire, Uri Messer, s'est occupé du transfert d'argent entre Morris Talansky et Ehud Olmert.